# Barbara Jordan (tennista)
Barbara Jordan (Milwaukee, 2 aprile 1957) è un'ex tennista statunitense.

## Biografia
Jordan è stata per tre volte un'All-America durante i tre anni passati all'Università di Stanford.

Dopo aver finito gli studi ed essere passata tra i professionisti ha ottenuto come massimo risultato la vittoria del singolare femminile agli Australian Open 1979. Per compiere questa impresa in cui era partita come testa di serie numero cinque ha affrontato nei quarti di finale la numero due e favorita dai pronostici Hana Mandlíková, in semifinale ha eliminato la testa di serie numero tre Renáta Tomanová e in finale la numero quattro Sharon Walsh.

Al di fuori di questa vittoria non ha ottenuto altri importanti risultati nei tornei del Grande Slam. Nel doppio femminile ha vinto tre tornei, il primo nel 1982 a Tokyo in coppia con Laura duPont, il secondo a Indianapolis l'anno successivo insieme a Lea Antonoplis e sempre con Lea Antonoplis ha vinto pochi giorni dopo a Hershey.

Nel doppio misto ha vinto l'Open di Francia 1983 insieme a Eliot Teltscher sconfiggendo in finale Leslie Allen e Charles Strode per 6-2, 6-3.

Anche sua sorella minore Kathy è stata un'ottima tennista vincendo cinque titoli del Grande Slam nel doppio femminile e altri due nel doppio misto.

## Statistiche

### Singolare

#### Tornei vinti (1)
| Anno | Torneo          | Avversario in finale | Punteggio |
| 1979 | Australian Open | Sharon Walsh         | 6-3, 6-3  |

#### Finali perse (1)
| Anno | Torneo         | Avversario in finale | Punteggio |
| 1980 | Borden Classic | Dana Gilbert         | 5-1, rit. |

### Doppio

#### Tornei vinti (3)
| Anno | Torneo                          | Compagno       | Avversario in finale            | Punteggio     |
| 1982 | Japan Open Tennis Championships | Laura duPont   | Naoko Satō B. Remilton-Ward     | 6-2, 6-7, 6-1 |
| 1983 | Virginia Slims of Indianapolis  | Lea Antonoplis | Rosalyn Fairbank Candy Reynolds | 5–7, 6–4, 7–5 |
| 1983 | Virginia Slims of Pennsylvania  | Lea Antonoplis | Sherry Acker Ann Henricksson    | 6–3, 6–4      |

### Doppio misto

#### Tornei vinti (1)
| Anno | Torneo          | Compagno        | Avversario in finale        | Punteggio |
| 1983 | Open di Francia | Eliot Teltscher | Leslie Allen Charles Strode | 6–2, 6–3  |